# Zinaídino
Zinaídino - Зинаидино (rus) - és un poble de l'óblast de Bélgorod, a Rússia. El 2010 tenia 703 habitants. Pertany al districte (raion) de Rakítnoie.